# Harṣacarita
Le Harṣacarita (हर्षचरित, "Le gesta di Harṣa") è la biografia dell'imperatore indiano Harṣa scritta da Bāṇabhaṭṭa, noto anche come "Bana", che fu un autore sanscrito indiano del VII secolo. Egli fu il poeta di corte (Asthana Kavi) del re Harṣa. L'Harṣacarita fu la prima composizione di Bana e può essere considerata come l'inizio della scrittura di trattati poetici storici in lingua sanscrita.
L'Harṣacarita, scritta in uno stile fiorito e fantasioso, è considerata come la prima biografia storica in sanscrito. Le descrizioni dettagliate e vivide sia degli ambienti naturali dell'India rurale  così come della straordinaria industriosità del popolo indiano fatte da Bana, trasmettono la vitalità della vita in quel periodo. Tuttavia, dal momento che ricevette il patrocinio dall'imperatore Harsha, le sue descrizioni dell'imperatore non costituiscono una valutazione imparziale presentando le azioni dello stesso in una luce eccessivamente favorevole.

## Contenuti
L'Harṣacarita, scritta in prosa poetica ornata, narra la vita dell'imperatore Harṣa in otto ucchvāsa (capitoli). Nei primi due ucchvāsa, Bana racconta della sua stirpe e della sua prima giovinezza. Banabhatta menziona nell'Harṣacarita anche diversi riti tantrici come ad es. la propiziazione di Matrika da parte di un asceta tantrico.